# Geranomyia neavocetta
Geranomyia neavocetta là một loài ruồi trong họ Limoniidae. Chúng phân bố ở miền Cổ bắc.